# Leucania velva
Leucania velva är en fjärilsart som beskrevs av William Schaus 1921. Leucania velva ingår i släktet Leucania och familjen nattflyn. Inga underarter finns listade i Catalogue of Life.